# Supercopa belga de futbol
La Supercopa belga de futbol és una competició futbolística que es disputa a partit únic entre el campió de la lliga i la copa de la temporada anterior. Si ambdós clubs coincideixen, el finalista de copa disputa la competició. Es disputa a l'estadi del campió de lliga des del 2004, mentre que amb anterioritat es disputà a l'estadi Roi Baudouin. S'inicià el 1979, no celebrant-se el 1989.

## Historial
En negreta el club campió. Entre parèntesis els llençaments de penal
| Any  | Campió de Lliga | Campió de Copa (o finalista) | Marcador  |
| ---- | --------------- | ---------------------------- | --------- |
| 1979 | Beveren         | Beerschot                    | 1–1 (3–2) |
| 1980 | Club Brugge     | Beveren                      | 1–1 (4–3) |
| 1981 | RSC Anderlecht  | Standard                     | 0–0 (1–3) |
| 1982 | Standard        | Waregem                      | 2–3       |
| 1983 | Standard        | Beveren                      | 1–1 (5–4) |
| 1984 | Beveren         | K.A.A. Gent                  | 5–1       |
| 1985 | RSC Anderlecht  | Cercle Brugge                | 2–1       |
| 1986 | RSC Anderlecht  | Club Brugge                  | 0–1       |
| 1987 | RSC Anderlecht  | KV Mechelen                  | 1–1; 2–0  |
| 1988 | Club Brugge     | RSC Anderlecht               | 1–0       |
| 1989 | KV Mechelen     | RSC Anderlecht               | —         |
| 1990 | Club Brugge     | RFC Liége                    | 2–2 (7–6) |
| 1991 | RSC Anderlecht  | Club Brugge                  | 3–3 (5–6) |
| 1992 | Club Brugge     | Antwerp                      | 1–1 (4–1) |
| 1993 | RSC Anderlecht  | Standard                     | 3–0       |
| 1994 | RSC Anderlecht  | Club Brugge                  | 1–3       |
| 1995 | RSC Anderlecht  | Club Brugge                  | 2–1       |
| 1996 | Club Brugge     | Cercle Brugge                | 5–2       |
| 1997 | Lierse SK       | Germinal Ekeren              | 1–0       |
| 1998 | Club Brugge     | KRC Genk                     | 2–1       |
| 1999 | KRC Genk        | Lierse SK                    | 1–3       |
| 2000 | RSC Anderlecht  | KRC Genk                     | 3–1       |
| 2001 | RSC Anderlecht  | Westerlo                     | 4–1       |
| 2002 | KRC Genk        | Club Brugge                  | 0–2       |
| 2003 | Club Brugge     | La Louvière                  | 1–1 (5–4) |
| 2004 | RSC Anderlecht  | Club Brugge                  | 0–2       |
| 2005 | Club Brugge     | Germinal Beerschot           | 1–1 (4–2) |
| 2006 | RSC Anderlecht  | Zulte-Waregem                | 3–1       |
| 2007 | RSC Anderlecht  | Club Brugge                  | 3–1       |
| 2008 | Standard        | RSC Anderlecht               | 3-1       |
| 2009 | Standard        | Genk                         | 2-0       |
| 2010 | RSC Anderlecht  | K.A.A. Gent                  | 1-0       |
| 2011 | Genk            | Standard                     | 1-0       |
| 2012 | RSC Anderlecht  | Lokeren                      | 3-2       |
| 2013 | RSC Anderlecht  | Genk                         | 1-0       |
| 2014 | RSC Anderlecht  | Lokeren                      | 2-1       |
| 2015 | K.A.A. Gent     | Club Brugge                  | 1–0       |
| 2016 | Club Brugge     | Standard                     | 2-1       |
| 2017 | RSC Anderlecht  | Zulte-Waregem                | 2–1       |
| 2018 | Club Brugge     | Standard                     | 2-1       |
| 2019 | Genk            | Mechelen                     | 3-0       |
| 2020 | Club Brugge     | Antwerp                      | —         |
| 2021 | Club Brugge     | Genk                         | 3-2       |
| 2022 | Club Brugge     | K.A.A. Gent                  | 1-0       |
| 2023 | Antwerp         | Mechelen                     | 1–1 (5–4) |